# Johannes Enke
Johannes Enke (* 10. April 1899 in Mickten; † 25. Februar 1945 in Buttstädt) war ein deutscher kommunistischer Widerstandskämpfer gegen das NS-Regime, Häftling im KZ Buchenwald und Opfer des Faschismus.

## Leben
Enke stammte aus einer einfachen Arbeiterfamilie in einem Dresdner Vorort. Er besuchte die Volksschule in Drebkau und in Dobrilugk. Danach nahm er eine Lehre zum Elektriker in der Überlandzentrale von Dobrilugk auf. Vom November 1917 bis Mai 1918 wurde er von seiner Firma als Hilfsmonteur in das Elektrizitätswerk Überlandzentrale von Buttstädt geschickt. Danach wurde er noch als Heeressoldat im Ersten Weltkrieg eingezogen und erst im Januar 1920 wieder entlassen. Von 1922 bis 1930 arbeitete er als Gerber in einer Siegener Gerberei, wo er auch als Betriebselektriker beschäftigt war. Im Dezember 1931 ging er nach Buttstädt zurück, um seine hilfsbedürftige Mutter zu unterstützen. Nach der Machtübertragung an die NSDAP Ende Januar 1933 musste er im Steinbruch an der Rudersdorfer Chaussee sogenannte „Notstandsarbeit“ verrichten.
Johannes Enke war in den 1920er Jahren Mitglied in der Kommunistischen Partei Deutschlands (KPD) geworden. Er übte dabei die Funktion eines Pionierleiters aus und war Kassierer der Buttstädter KPD-Ortsgruppe sowie Funktionär der „Roten Hilfe“ (RHD). Z.B. unternahm er mit Jungpionieren Wanderungen nach Bachra, wo sie die Gräber der Märzgefallenen betreuten. Enke gehörte zu den ersten Verhafteten der kommunistischen Funktionäre am 28. Februar 1933. Nach kurzem Zwischenaufenthalt im Landgerichtsgefängnis Weimar wurde er am 3. März 1933 in das erste Thüringer Konzentrationslager in Nohra eingeliefert. Während die meisten Inhaftierten am 12. April 1933 ein Revers unterschrieben, sich nicht wieder kommunistisch zu betätigen, verweigerte Enke diese Unterschrift und wurde deshalb mit 31 anderen Häftlingen bei Schließung des KZ Nohra in das Landesgefängnis Ichtershausen überstellt. Dafür hatte auch Buttstädts Bürgermeister Jacob gesorgt, der in einer internen Einschätzung für die Inschutzhaftnahme Enkes plädierte. Als er nach einigen Wochen entlassen wurde, setzte er seine politische Arbeit für die KPD illegal fort, kassierte Mitgliedsbeiträge und sammelte Geld für die Familien inhaftierter KPD-Mitglieder. Die KPD-Mitglieder trafen sich heimlich auf den Mannstedter Wiesen zu Beratungen über den antifaschistischen Widerstand. Als die Gestapo im Frühjahr 1934 bei einer Hausdurchsuchung frisch gedruckte Mitgliedsmarken fand, wurde er am 13. Juli 1934 zu zwei Jahren Gefängnis verurteilt, die er im Gefängnis von Gräfentonna absaß. Weil Bürgermeister Jacob erneut gegen Enke votierte, wurde dieser am Entlassungstag am Gefängnistor verhaftet und in das zweite frühe KZ Thüringens in Bad Sulza eingewiesen. Bei Schließung des KZ Bad Sulza am 9. Juli 1937 wurde er mit 100 anderen Häftlingen in das KZ Lichtenburg und am 31. Juli 1937 in das zu errichtende KZ Buchenwald eingewiesen. Am 20. April 1939 wurde er im Zuge der „Geburtstagsamnestie“ Hitlers aus dem KZ entlassen. Während des Zweiten Weltkrieges hörte er zusammen mit seinen Genossen in einer konspirativen Wohnung Sendungen von Radio Moskau. Noch einmal wurde er ein Opfer der NS-Verfolgung, als er bei der „Aktion Gitter“ am 22. August 1944 in das KZ Buchenwald überstellt wurde. Als er am 5. September zusammen mit 81 „Aktionshäftlingen“ entlassen wurde, war er ein gebrochener und todkranker Mann. Eine gewöhnliche Bronchitis führte bei ihm am 25. Februar 1945 zum Tod.

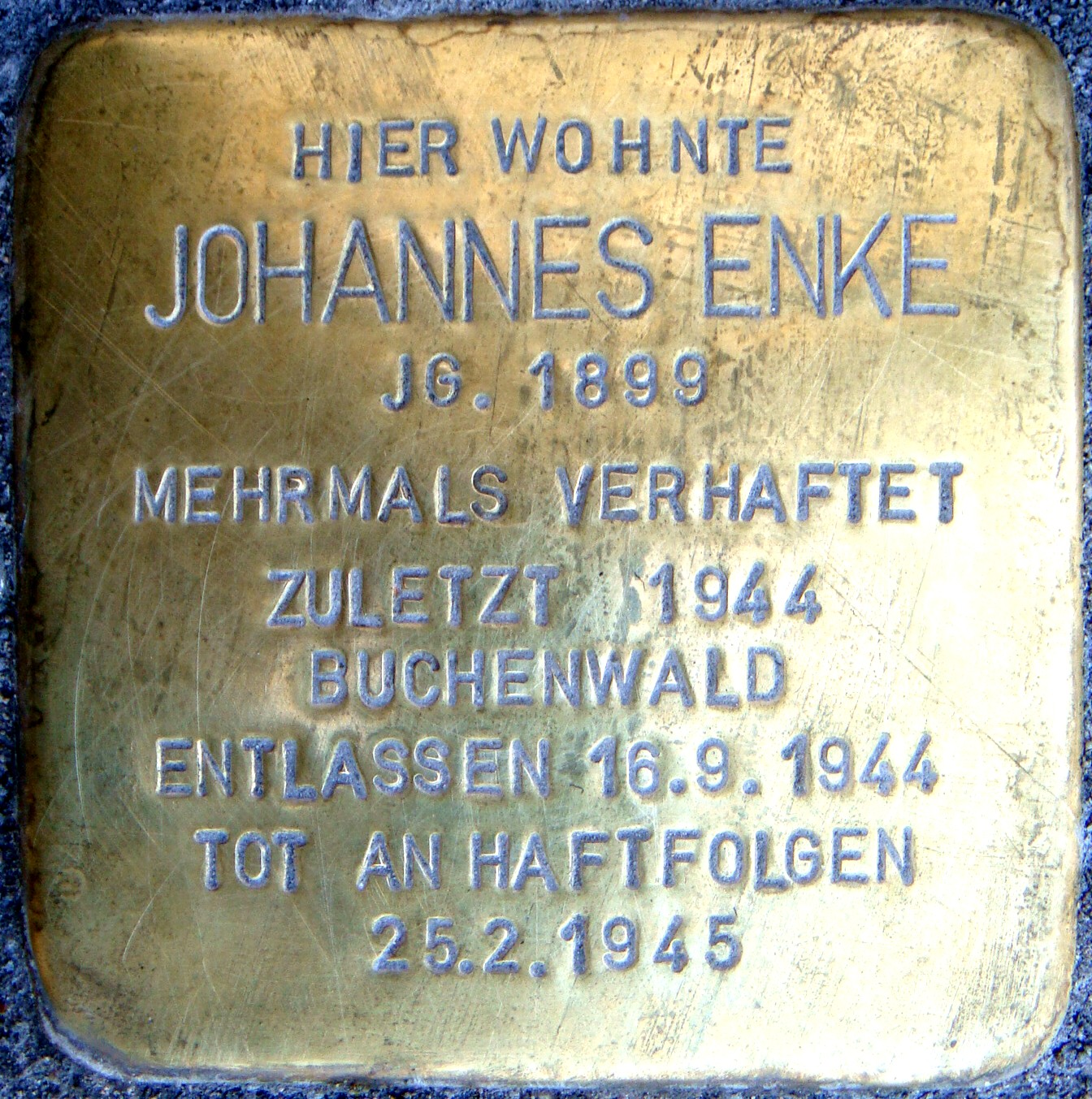
Stolperstein für einen kommunistischen Widerstandskämpfer in Buttstädt

## Ehrungen
- Am 7. Oktober 1984 wurde zum Gedenken an den widerständigen Kommunisten auf dem Roßplatz in Buttstädt eine Gedenkstätte eingeweiht, an der in der Folgezeit Junge Pioniere an ihn erinnerten und wo Jugendliche bei Jugendweihefeiern Blumen niederlegten. Nach dem politischen Umbruch 1990 wurde diese Gedenkanlage beseitigt. Umlaufende Gerüchte darüber, dass Enke verdeckter Gestapo-Agent gewesen sei, hatten diese Umbewertung befördert. Auch eine Straße, die seinen Namen erhalten hatte, wurde wieder umbenannt.
- Nach Recherchen der Geschichtswerkstatt des Prager-Haus-Vereins Apolda wurden die in Buttstädt umlaufenden Gerüchte über eine angebliche Spitzeltätigkeit des Kommunisten Enke gegen seine Genossen als unzutreffend nachgewiesen. Angeregt durch diese Forschungen bildete sich in Buttstädt eine Interessengruppe, die im Einverständnis durch Bürgermeister und Stadtrat beschloss, für Enke einen Stolperstein verlegen zu lassen. Der Kölner Aktionskünstler Gunter Demnig verlegte diesen Stein am 15. Oktober 2011 unter starker Beteiligung der Öffentlichkeit vor Enkes ehemaligem Wohnhaus in der Marktstraße 4.